# Batalla de Domstadtl
La batalla de Domstadtl, también llamada  Domstadt,  del  checo  Domašov, fue una batalla entre la monarquía de los Habsburgo y el Reino de Prusia en el pueblo moravo de Domašov nad Bystřicí durante la  tercera guerra de Silesia, durante la guerra de los Siete Años, que se libró el 30 de junio de 1758, precedida por un enfrentamiento menor en Guntramovice (Gundersdorf) el 28 de junio. Los austriacos bajo el mando del Mayor General Ernst Gideon von Laudon y el Mayor General Joseph von Siskovits atacaron y destruyeron un convoy de suministros con destino al ejército prusiano que sitiaba Olomouc (Olmütz). La victoria austriaca salvó a la ciudad y el rey prusiano Federico el Grande se vio obligado a abandonar Moravia.

## Invasión prusiana a Moravia
Federico el Grande invadió Moravia a principios de mayo de 1758 y asedió la  ciudad fortificada de Olomouc. Esperaba que el ejército austriaco viniera a ayudar a esta ciudad y así los prusianos los derrotarían en una gran batalla, precisamente en el mismo lugar que ellos habían elegido. Por otra parte, si el ejército austriaco no venía, podría conquistar la fortaleza en poco tiempo y usarla como base para defender Silesia y aumentar la presión sobre Viena.
El mariscal de campo austriaco Leopold Joseph von Daun conocía la fuerza del ejército prusiano y, por lo tanto, evitó un enfrentamiento decisivo. En cambio, los austriacos se concentraron en atacar las líneas de suministro prusianas y les causaron daños en pequeñas escaramuzas. Los defensores de la fortaleza de Olomouc también lucharon valientemente y resistieron mucho más de lo que Frederick había esperado. Aunque en junio estaba a punto de ser tomado, con los muros defensivos destruidos por cañones en dos puntos, los prusianos necesitaban desesperadamente nuevos suministros para poder continuar la lucha.

## El convoy
Federico el Grande temía que muchos convoyes pequeños y separados, protegidos por pequeñas fuerzas, pudieran ser capturados fácilmente por los austriacos, por lo que decidió que debía enviar un único y gran convoy custodiado por una fuerza grande y poderosa. Los suministros para el convoy se recogieron en Silesia y, a fines de junio, llegaron al territorio de Moravia.
El convoy era tan grande que no había posibilidad de que pudiera mantenerse en secreto. Contenía alrededor de 4000 carros cargados con material militar y acompañados por aproximadamente 2500 cabezas de ganado. Mientras se ponía en camino, se extendía a lo largo de 45 km.
El convoy estaba protegido por 10 870 soldados comandados por el coronel Wilhelm von Mosel. La parte más dificultosa fue, probablemente, la caballería, compuesta por 1341 hombres; además tenía ocho batallones de infantería creados a partir de nuevos reclutas o veteranos curados.
Tan pronto como el mariscal de campo Daun se enteró  de la existencia y tamaño del convoy, decidió que tenía que detenerlo y destruirlo. La tarea fue encomendada a Ernst Gideon von Laudon y a Joseph von Siskovits .

## Las batallas

### Guntramovice

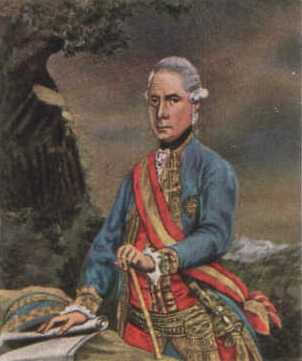
Ernst Gideon von Laudon. Las batallas de Guntramovice y Domašov fueron sus primeros grandes éxitos. Later le había prometido hacerlo mariscal de campo

Laudon esperaba al enemigo en Guntramovice, un pequeño pueblo en el norte de Moravia. Se suponía que Siskovits, que había se había perdido en el bosque, llegaría en dos días. Esto representó un gran problema para Laudon porque los cuatro batallones de infantería de los que disponía,  un regimiento de dragones , un regimiento de  húsares, una  batería de artillería y una tropa de guardias fronterizos sumaban un contingente de solo unos 6000 hombres. A pesar de eso, decidió atacar a los prusianos porque Olomouc estaba cerca y no tenía tiempo para esperar. También sabía que cinco batallones de 20 000 soldados prusianos comandados por el teniente general Hans Joachim von Zieten se apresuraban hacia el convoy para ayudar a Mosel.
El convoy llegó el 28 de junio a primera hora de la mañana. Los austriacos comenzaron a disparar a los vagones delanteros. Un batallón prusiano avanzó para descubrir la fuerza del enemigo, pero fueron derrotados por la artillería austriaca. Los prusianos también formaron baterías de artillería en su lado de la carretera y comenzaron a disparar. Intentaron atacar las posiciones de Austria, asentadas en el terreno montañoso, varias veces, pero siempre fueron obligados a retroceder. La lucha duró unas cinco horas y, finalmente, los prusianos comenzaron a dominar el campo de batalla y Laudon ordenó a sus hombres que se retiraran hacia Moravský Beroun, lo que hicieron sin ningún problema ya que Mosel no tenía suficiente caballería para perseguirlos.
Aunque Laudon se retiró y no logró destruir el convoy, sus pérdidas fueron mucho menores que las de Prusia. Sin embargo, lo más precioso que ganó fue el tiempo. Algunos historiadores señalan que los prusianos tenían una oportunidad de triunfar si sacrificaban algunos de los vagones dispersos e inmediatamente marchaban rápidamente hacia Olomouc. Sin embargo, ni Mosel ni Zieten, que llegaron al convoy varias horas después del enfrentamiento, sabían de las fuerzas que se acercaban a Siskovits  por lo que decidieron dedicar algún tiempo a reorganizar el convoy y reparar algunos daños. Continuaron el 30 de junio de madrugada.

### Domašov

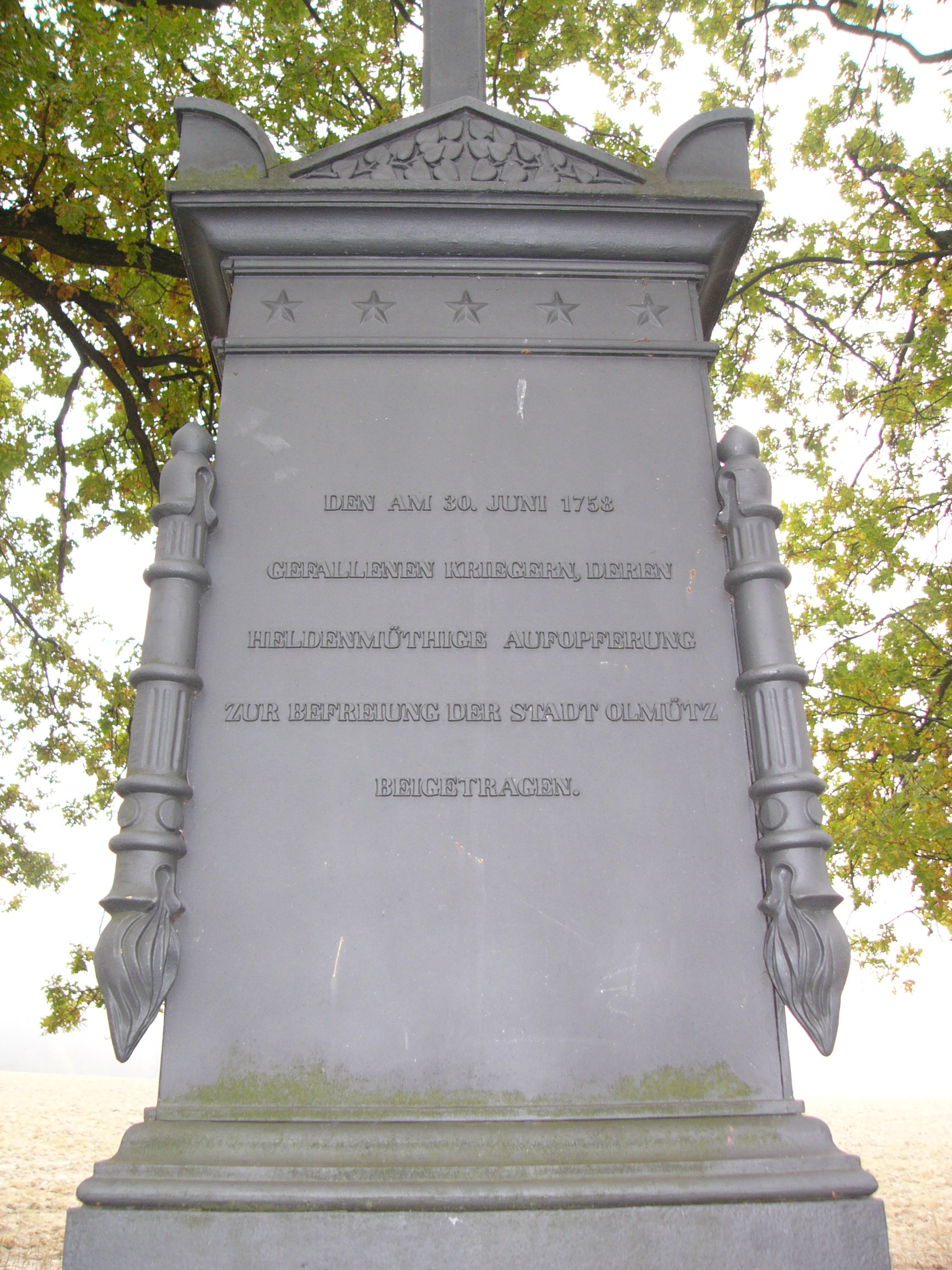
En el memorial está escrito en alemán: El 30 de julio de 1758
a los guerreros caídos, cuya valentía ayudó a liberar la ciudad de Olomouc.

Mientras tanto, los austriacos se prepararon para un nuevo ataque. Eligieron un lugar abierto entre Domašov nad Bystřicí y Nová Véska , que estaba rodeado de colinas y bosques, ideal para una emboscada .
Las tropas de Siskovits llegaron a la escena primero y esperaron al enemigo en el bosque en el lado izquierdo de la carretera. Laudon debía venir de Moravský Beroun más tarde, a mitad de la lucha y atacar desde el lado opuesto, para aumentar así el caos entre los soldados prusianos.
Primero llegó la vanguardia formada por 4850 soldados y 250 vagones, pero Siskovits los dejó ir. La artillería austriaca comenzó la lucha cuando el cuerpo principal del convoy estaba pasando, lo que causó una enorme confusión entre las tropas situadas en los vagones. La infantería de Siskovits estaba combatiendo con éxito con los soldados prusianos a pesar de ser superados en número de tres a uno; y cuando las tropas de Laudon aparecieron desde el otro lado, el resultado de la batalla estaba determinado. Después de siete horas de lucha, el convoy prusiano fue derrotado.

### Bajas en ambos bandos
Aunque el número total de soldados austriacos que lucharon fue de aproximadamente 12 000, perdieron entre las batallas de  Guntramovice y Domašov juntos, solo alrededor de 600 de ellos. Las bajas prusianas fueron mucho más altas, aunque diferentes fuentes dan distintos números. Los austriacos se adjudicaron unos 2000 soldados muertos, heridos o desaparecidos y 1450 capturados, incluidos el General Puttkamer y otros 40 oficiales, mientras que los prusianos admitieron únicamente 2701 soldados muertos, heridos, desaparecidos y capturados, si bien admitieron que les resultaba difícil contarlos.
Los vencedores también se incautaron 2200 caballos, ganado numeroso y una gran parte del material transportado. Debido a que muchos de los vagones sufrieron daños durante la batalla, quemaron todo lo que no pudieron llevarse. Algunos de los carros de municiones fueron volados como parte de las fiestas de celebración de la victoria. Una parte importante del botín fueron de uno a dos millones de  táleros prusianos, según las distintas fuentes. Los comandantes austriacos permitieron que sus soldados se quedaran con la mitad y solo la parte residual llegó a las arcas del estado.
Solo escaparon 250 vagones de la vanguardia, si bien algunos de ellos fueron capturados por soldados croatas cerca de Svatý Kopeček, a solo varios kilómetros al norte de Olomouc. Como resultado, solo unos 100-200 de ellos llegaron a su destino.

## Consecuencias
La importancia de esta batalla a veces se subestimó. El número de bajas en ambos bandos no fue tan alto como en otras batallas notables de esa época pero la pérdida de suministros para el ejército prusiano tuvo graves consecuencias. Influyó significativamente en la opinión de  Frederick sobre si seguir asediando Olomouc lo que afectó al campamento prusiano. Cuando Daun finalmente vino a ayudar a Olomouc, los prusianos se vieron obligados a abandonar el sitio de la ciudad ya que la falta de municiones había imposibilitado su captura. El ejército prusiano se retiró a Bohemia. Las batallas de Batalla de Guntramovice y Domašov fueron el punto de inflexión en la lucha por Moravia.
Se construyó un monumento conmemorativo llamado «Cruz negra»  al noreste de Domašov en 1858 con motivo del primer centenario de la batalla. También hay un monumento a los soldados muertos en la batalla al sureste de Guntramovice.